# Legend (1985)
Legend is een Brits-Amerikaanse fantasyfilm uit 1985, geregisseerd door Ridley Scott. Hoofdrollen worden vertolkt door Tom Cruise, Mia Sara, en Tim Curry. De film was financieel geen succes, maar werd wel genomineerd voor een Oscar en heeft een cultstatus gekregen.

## Verhaal
De film speelt “lang geleden”, in een fantasiewereld bewoond door onder andere eenhoorns, feeën en demonen. Een demonisch wezen dat enkel bekendstaat als de Heer der Duisternis geeft zijn handlanger, de goblin Blix, de opdracht om twee eenhoorns voor hem te vinden. Met de magische kracht van hun hoorns wil hij de zon voorgoed laten ondergaan en de wereld in eeuwige nacht hullen. Dan zal de Heer der Duisternis de macht verkrijgen over de wereld.
Ondertussen, in een bos verderop, toont Jack o' the Green zijn geliefde, prinses Lily, de eenhoorns. Tegen zijn waarschuwing in raakt Lily de eenhoorns aan; een verboden daad voor mensen. Later, terwijl Jack in een vijver naar haar ring zoekt, ziet Lily hoe Blix een van de eenhoorns doodt. Hierdoor begint het spontaan te sneeuwen en te vriezen. Lily achtervolgt hem in de hoop haar fout goed te maken door de andere eenhoorn te redden. Ze wordt uiteindelijk samen met de eenhoorn gevangen en naar het kasteel van de Heer der Duisternis gebracht.
Wanneer Jack terugkomt en merkt dat Lily weg is, begint hij een zoektocht naar haar. Hij probeert bondgenoten te vinden, maar stuit op veel verzet daar hij Lily de eenhoorns heeft laten zien. Toch krijgt hij uiteindelijk steun van Oona, Honeythorn Gump, Brown Tom, and Screwball (een fee, een elf en twee dwergen). Samen trekken ze ten strijde tegen de Heer der Duisternis. De Heer der Duisternis kan niet tegen blootstelling aan zonlicht. Met behulp van spiegels weerkaatsen ze het zonlicht recht zijn schuilplaats in, waardoor de Heer der Duisternis uiteindelijk sterft. Lily en de eenhoorn zijn gered.

## Rolverdeling
| Acteur           | Personage           |
| ---------------- | ------------------- |
| Tom Cruise       | Jack o' the Green   |
| Mia Sara         | Princess Lily       |
| Tim Curry        | Heer der Duisternis |
| David Bennent    | Honeythorn Gump     |
| Alice Playten    | Blix                |
| Billy Barty      | Screwball           |
| Cork Hubbert     | Brown Tom           |
| Peter O'Farrell  | Pox                 |
| Kiran Shah       | Blunder             |
| Annabelle Lanyon | Oona                |
| Robert Picardo   | Meg Mucklebones     |
| Tina Martin      | Nell                |

## Achtergrond

### Productie
Het scenario van de film werd geschreven door William Hjortsberg. De productie was in handen van Arnon Milchan. Opnames van de film vonden plaats in de Pinewood Studios, waaronder op de 007 Stage (zo genoemd vanwege het vele gebruik ervan in James Bondfilms). Tijdens de opnames werd de studio getroffen door een brand, die onder ander de 007 stage verwoestte. Daardoor moesten de laatste scènes worden opgenomen op haastig gebouwde noodsets. Behalve in de Pinewood Studios vonden er ook opnames plaats in Silver Springs, Florida.

### Nabewerkingen
De originele versie van de film was 113 minuten lang. De film viel niet goed bij een testpubliek. Het publiek vond onder andere Jerry Goldsmiths muziek niet goed en twijfelde of de film wel in de smaak zou vallen bij het doelpubliek.
De film werd eerst uitgebracht in Europa in een ingekorte versie van 94 minuten. Voor de Amerikaanse uitgave werd de film zelfs teruggebracht naar 89 minuten. Verder werd Goldsmiths muziek voor de Amerikaanse versie vervangen door muziek van Tangerine Dream, Yes-zanger Jon Anderson, en Bryan Ferry.

### Filmmuziek
De originele muziek van de film werd gecomponeerd door Jerry Goldsmith. De door hem gecomponeerde muziek is te horen in de Europese uitgave van de film. De film omvat de volgende nummers:
- "My True Love's Eyes" (de titelsong, meestal gezongen door Lily).
- "Living River"
- "Bumps And Hollows"
- "Sing The Wee"
- "Reunited"

De Amerikaanse versie bevat twee extra nummers van Tangerin Dream:
- "Loved By The Sun"
- "Is Your Love Strong Enough"

## Prijzen en nominaties
In 1985 won “Legend” een Best Cinematography Award award.
De film werd verder voor 10 prijzen genomineerd waaronder:
- Een Oscar voor beste grime
- Een Saturn Award voor beste grime
- 3 BAFTA Film Awards
- 3 DVD Premiere Awards.
- 2 Young Artist Awards.